# Stockholms Ateneum
Stockholms Ateneum var ett privat läroverk i Stockholm.

## Historia
Skolan började 1856 som en privatskola med namnet Nya förberedande elementarskolan. 1864 slogs den samman med Enskilda nya elemenatarskolan vilket namn skolan övertog. 1872 samtidigt som första eleven avlade studentexamen fick skolan namnet Stockholms atenaeum

Skolan uppgick 1880 i Stockholms realläroverk.